# Coleocentrus pettiti
Coleocentrus pettiti là một loài tò vò trong họ Ichneumonidae.